# DECnet
DECnet — сімейство протоколів , яке розробила фірма Digital Equipment Corporation (Digital) з метою забезпечення своїх комп'ютерів раціональним способом з'єднання один з одним. Випущена в 1975 р. перша версія DECnet забезпечувала можливість з'єднання двох безпосередньо підключених мінікомп'ютерів PDP-11. В останні роки Digital включила підтримку для непатентованих протоколів, однак DECnet як раніше залишається найбільш важливим з мережевих виробів, пропонованих Digital.
На противагу існуючій думці, DECnet зовсім не є архітектурою мережі, а являє собою ряд виробів, відповідних Архітектурі Цифрової мережі (Digital Network Architecture — DNA) компанії Digital. Як і більшість інших складних мережевих архітектур, що поставляються великими постачальниками систем, DNA підтримує великий набір як патентованих, так і стандартних протоколів. Перелік технологій, які підтримує DNA, постійно зростає в міру того, як Digital реалізує нові протоколи.

DNA визначає мережі на базі локальних обчислювальних мереж Ethernet, мереж FDDI MAN (Fiber Distributed Data Interface Metropolitan Area Network) і глобальних обчислювальних мереж, які використовують засоби передачі конфіденційних і загальнодоступних даних. DECnet може використовувати як протоколи TCP/IP і OSI, так і свої власні. Даний протокол належить до числа маршрутизованих.